# Linka A (metro v Lyonu)
Linka A je linka metra v Lyonu. Byla otevřena v roce 1978 a jezdí na ní gumokolové metro. V současnosti spojuje stanice Perrache v Lyonu na jihozápadě se stanicí Vaulx-en-Velin - La Soie na východě. S délkou 9,3 km je to druhá nejdelší linka v síti tohoto metra po lince D.

## Historie

### Časová osa
- 28. dubna 1978 prezident Valéry Giscard d'Estaing slavnostně otevřel linku metra A mezi stanicemi Perrache a Laurent Bonnevay.
- Dne 2. května 1978 byla linka uvedena do běžného provozu.
- 2. října 2007 bylo uvedeno do provozu prodloužení z Laurent Bonnevay do Vaulx-en-Velin - La Soie.

### Podrobnosti
Od 40. let 20. století byla trasa Perrache - Villeurbanne považována za prioritní pro zřízení první linky lyonského metra. Tato trasa byla totiž shodná s trasou autobusové linky č. 7, která tehdy představovala nejvytíženější linku sítě TCL. V roce 1967 se rozhodlo o výstavbě lyonského metra s první fází linky z Perrache do Cusset. Vzhledem k nutnosti obsloužit nádraží Brotteaux a novou čtvrť Part-Dieu byla plánována větev ze stanice Masséna.
V roce 1971, po výběrovém řízení organizovaném státem pro realizaci lyonského metra, byla vybrána skupina CGE, jež upravila původní projekt. Linka A, plánovaná v hlubokém podzemí, byla přiblížena velmi blízko povrchu se zastávkami postavenými v zastřešené stanici pod vozovkou. Na Presqu'île došlo k mírné úpravě trasy, s trasou pod ulicí de la République místo ulice Édouard-Herriot. Překonání Rhôny se namísto podzemního tunelu dosáhlo průjezdem v mostovce nového mostu Morand. Poslední, ale ne nejmenší změna: plánovaná větev k Part-Dieu je zrušena, místo ní je vybudována linka B.
Po 5 letech prací byla linka A uvedena do provozu 2. května 1978 mezi stanicemi Perrache a Laurent Bonnevay. Slavnostní otevření se zúčastnil i prezident Francie Valéry Giscard d’Estaing. Linka B i prodloužení linky C k Hôtel de Ville byly otevřeny téhož dne. V roce 2007 se linka A dočkala svého prvního a dosud jediného prodloužení do Vaux-en-Velin - La Soie.

## Seznam stanic
Perrache
Ampère - Victor Hugo
Bellecour
Cordeliers
Hôtel de Ville - Louis Pradel
Foch
Masséna
Charpennes - Charles Hernu
République - Villeurbanne
Gratte-Ciel
Flachet - Alain Gilles
Cusset
Laurent Bonnevay - Astroballe
Vaulx-en-Velin - La Soie

## Vozy metra
Vozový park byl od vzniku linky tvořeno 32 vlaky typu MPL 75 (Metro Pneu Lyon rok 1975), které byly do roku 2022 používány i na lince B. Tyto vlaky se skládají ze tří vozů: dva s kabinou pro strojvedoucího a uprostřed jeden bez kabiny pro strojvedoucího.
Od března 2011 do konce roku 2013 byly ve všech vlakových soupravách MPL 75 na linkách A a B přestavěny stávající interiéry tak, aby byly jako ve vlakové soupravě MPL 85 na trase D (renovované v letech 2008 až 2010).
Před přestavbou nabízely soupravy kapacitu 52 míst k sezení a 74 míst k stání ve voze s místem pro řidiče a 56 míst k stání a 76 míst k stání v prostředním voze (celkem 160 míst k sezení a 224 míst k stání při celkové kapacitě 384 cestujících). Nyní mají 40 míst k sezení a 100 míst k stání ve voze s místem pro řidiče a 34 míst k stání a 116 míst k stání v prostředním (celkem 114 míst k stání a 314 míst k stání při celkové kapacitě 428 cestujících na vlak), což představuje zvýšení kapacity vlaků přibližně o 10 až 12 %.
Během diskuze o rozpočtu, kterou projednala odborová rada SYTRAL dne 24. listopadu 2011, bylo navrženo, aby tato linka od roku 2019 a přibližně do roku 2030 používala všechny vlakové soupravy MPL75, včetně těch z linky B.

## Budoucnost

### Rozšíření na jih
Prodloužení metra ze stanice Perrache bylo plánováno od samého počátku, aby sloužilo čtvrti Confluence. Tento projekt ale naráží na technické problémy. Metro se nachází ve stanici Perrache na úrovni terénu a trasa končí uvnitř budovy stanice. Je proto nutná rekonstrukce tohoto úseku, aby bylo možné vést trať v podzemí.